# Гоман, Анатолий Михайлович
Анатолий Михайлович Гоман (1931 — 2008) — советский, российский врач-хирург. Народный врач СССР (1982).

## Биография
Родился 7 марта 1931 года в селе Чистюнька (ныне в Топчихинском районе Республики Алтай), в рабочей семье. 
В 1936 году родители переехали в село Чемал, в 1941 — в село Кызыл-Озёк, в 1946 — в Ойрот-Туру (ныне Горно-Алтайск).
В 1956 году окончил Новосибирский медицинский институт и начал работать хирургом в Горно-Алтайске. С 1964 по 2008 годы — бессменный заведующий хирургическим отделением Горно-Алтайской областной, а затем республиканской больницы, до 2002 года — главный хирург области, затем республики. Стаж работы в хирургии – 52 года.
Внёс значительный вклад в становление хирургической службы региона, лично провел более 25 тысяч полостных операций.
Умер 5 июня 2008 года. Похоронен в Горно-Алтайске.

## Награды и звания
- Заслуженный врач РСФСР (1976)
- Народный врач СССР (1982)
- Орден «Знак Почёта» (1972)
- Почётный гражданин Горно-Алтайска (2001).

## Память
- В 2011 году именем А. Гомана названа одна из улиц столицы Республики Алтай.
- В 2009 году на здании хирургического корпуса Горно-Алтайской республиканской больницы установлена мемориальная доска А. Гоману [3]
- Ежегодно (с 2011 года) лучшему хирургу республики вручается номинация Ассоциации врачей Республики Алтай «Памяти Гомана А.М.»
- В ноябре 2015 года был создан общественный фонд А. М. Гомана
- Фондом имени А. М. Гомана при поддержке Правительства Республики Алтай, Министерства здравоохранения, коллективов медицинских и других организаций региона, а также многих людей, внёсших свою финансовую и моральную лепту издана книга «Чувствовать чужую боль», посвящённая памяти народного врача[4].